# 嵩口镇 (永泰县)
嵩口镇是中华人民共和国福建省福州市永泰县下辖的一个镇，是目前福建省第三、福州市唯一的中国历史文化名镇。嵩口镇地处永泰与闽清、尤溪、德化三县的交通要冲，曾是闽中重要商埠。明朝时在嵩口设巡检司，下辖的月洲村从宋至清出了41位进士。嵩口也是宋代词人張元幹、道教張慈觀真君的故乡。
产业发展
高标准推进耕地抛荒、高标准农田建设，守住“菜篮子”“米袋子”。抓好国家级农业产业强镇项目，建好李果大观园和闽台农业产业园。新增29家农民专业合作社和128家家庭农场，扶持灯架山、拂手松家庭农场做优做强。严格落实“四个不摘”“五年过渡期”工作要求，推进巩固脱贫成果与乡村振兴有效衔接，嵩口镇党委荣获“福建省脱贫攻坚先进集体”。推进嵩口镇省级乡村振兴重点特色乡镇项目和月洲、溪口、大喜省级乡村振兴试点村项目建设，大喜村获评“福州市乡村振兴中级版试点村”。2021年全镇20个村村财均超过10万元，其中7个村年收入达20万元以上，4个村年收入达50万元以上。
项目建设
持续开展“抓项目促提升”专项行动，全年开工3个项目，其中战略性新兴产业项目1个（遥感航测智能化建设项目），竣工4个项目。优化营商环境，增强服务保障，推动招商引资项目落地，全年完成24个招商项目（含3个备案项目），投资总额31.33亿元，其中3个实体项目落户县数字产业园，掀起“攻坚120天”专项行动热潮，采取“周通报、月评比、季总结”措施，完成长庆溪三峰段防洪工程，按序时进度推进嵩口古镇开发项目和大樟溪（嵩口段）安全生态水系建设。投资约1.1亿元的芦洋村、下坂村村民住宅小区即将竣工。
全域旅游
成功举办首届福州（永泰）李梅文化节、嵩口镇“深山圩市”购物节、2021年嵩口冬夏令营、世遗大会嘉宾赴嵩口参观等活动，古镇知名度不断提升。生态摄影、“孩子的院子”研学、自然教育和“生存大挑战”抢滩登陆等新兴项目不断丰富，喜气山房、木雕馆、根雕馆等特色业态不断涌现。嵩口镇入选第一批“全国乡村旅游重点镇”，获评福建省“全域生态旅游小镇”。旅游推介持续升温。
基础设施
完成中山中轴杆线下地二期工程、嵩口农村客运站改造、永泰青云至嵩口110千伏双回路线迁建工程；完成官溪线、彭芦线、龙湘线“四好农村路”以及芦玉线、玉梧线、赤金线、赤黄线大中修工程；完成大喜村白湾至大喜村道路改建、村洋村新厝湾至岭下道路改建、龙湘村半山桥头洋危桥改建，梧埕村福斗口至半岭道路改建工程；完成永泰县嵩口镇东坡村东坡渠拦河坝水毁修复、白湾水电站压力钢管改造工程；实施嵩口镇2019年小型农田水利工程维修养护与管理工程、永泰县嵩口镇赤水溪洋中段防洪护岸工程（Ⅰ期）、嵩口镇东坡等8个村高标准农田建设项目。
社会治理
通过精心谋划、精密部署、强力推进，顺利完成新一届村（社区）“两委”换届选举工作，100%实现“一肩挑”。以庆祝建党100周年为契机，深化拓展党史学习教育，结合学习潘东升、孙丽美等同志先进事迹，扎实开展“我为群众办实事”实践活动。落实信访联席会议制度，化解信访积案1件。建设民法典公园，拓展法治传播渠道。深入实施“八五”普法，组织法律咨询、法律宣传活动12场次。在21个村（社区）推广“智慧看家·雪亮乡村”视频监控系统项目，构建立体化、信息化社会治安防控体系。平安“三率”稳步提升。持续开展安全生产专项整治三年行动，定期开展交通运输、企业生产、危化行业、在建工程和非景区安全管理等领域安全生产检查，整治安全隐患55处，全镇安全生产形势平稳向好。
民生事业
在全县率先全面编制村庄规划和国土空间规划，为乡村振兴奠定基础。完成梧埕半岭自然村道、赤水村叉路口至湖边道路硬化、村洋村早田头至新厝湾道路拓宽、Y087彭芦线佳洋至漈头公路改建等农村交通设施项目。完成道南、赤水、里洋等3个村幸福院建设和三峰等6个村“一事一议”基础设施建设。按序时进度推进月洲、溪口、大喜等3个村乡村振兴项目建设。动建嵩口敬老院。推进健康促进县创建、脱贫攻坚工作，通过全国健康促进县省级终期评估验收，荣获福建省脱贫攻坚先进集体。
生态治理

创新“家园清洁”行动方式，以月洲、大喜、龙湘、溪口为试点，实施人居环境整治文明积分制，用“小积分”兑出“大文明”。结合创建“绿盈乡村”、实施生活垃圾分类试点，建设月洲、大喜、东坡、玉湖农村生活污水治理项目等，持续激活人居环境整治新动力。全面推动河湖长制有名有实，各级河长巡河69次，解决问题12件，整治“散乱污”企业3家，抓实抓细河湖水质提升、“四乱”问题整改等“规定动作”，大樟溪、长庆溪和月洲溪等流域水清岸绿，水质稳定在Ⅲ级以上。新增造林绿化919亩、“三沿一环”景观带200亩，完成森林抚育6324亩，封山育林2154亩，完成7个村“村植千树”项目，进一步擦亮古镇“山清水秀生态美”的金字招牌。

## 行政区划
嵩口镇共辖1个社区、20个行政村：
街道社区、邹湖村、月阙村、道南村、中山村、芦洋村、下坂村、东坡村、三峰村、际头村、佳洋村、村洋村、月洲村、溪口村、大喜村、里洋村、赤水村、梧埕村、龙湘村、玉湖村和溪湖村。